# Hämikon
Hämikon foi uma comuna da Suíça, no Cantão Lucerna, com cerca de 456 habitantes. Estendia-se por uma área de 4,65 km², de densidade populacional de 98 hab/km². Confinava com as seguintes comunas: Aesch, Altwis, Buttwil (AG), Hitzkirch, Müswangen, Schongau, Sulz.
A língua oficial nesta comuna era o Alemão.

## História
Em 1 de janeiro de 2009, passou a formar parte da comuna de Hitzkirch.